# اندیس دره رستم
دره رستم یک اندیس فلزی است که در حوالی شهر کلاته استان سمنان قرار دارد و مادهٔ معدنی موجود در آن، آهن است.سنگ میزبان این اندیس آهک و دولومیت است و دیرینگی آن به دوران پالئوزوئیک ومزوزوئیک می‌رسد. 